# Ambres

Ambres este o comună în departamentul Tarn din sudul Franței. În 2009 avea o populație de 916 de locuitori.

## Evoluția populației
| An        | 1975 | 1982 | 1990 | 1999 | 2006 | 2009 |
| --------- | ---- | ---- | ---- | ---- | ---- | ---- |
| Populație | 581  | 626  | 701  | 732  | 822  | 916  |